# Tyla
Tyla Laura Seethal (ur. 30 stycznia 2002 w Edenvale) – południowoafrykańska piosenkarka, tancerka i autorka tekstów piosenek pochodzenia maurytyjskiego.

## Życiorys
Pochodzi z Johannesburgu, choć urodziła się w Edenvale w RPA 30 stycznia 2002 roku. Jej mama Sharleen Seethal jest Afrykanką, natomiast ojciec Sherwin Seethal jest Maurytyjczykiem. Uczęszczała do Edenglen High School.

## Kariera

### 2019-2022
Pod koniec 2019 roku, po ukończeniu liceum, Tyla samodzielnie wydała swój debiutancki singiel „Getting Late” z udziałem Kooldrink, który odniósł krajowy sukces. Nakręcony przez jej własnego menedżera okresowo podczas kwarantanny związanej z pandemią COVID-19, towarzyszący mu teledysk został wydany w styczniu 2021 roku. Zgromadził kilka milionów wyświetleń na YouTube i został nominowany do South African Music Award za najlepszy teledysk roku w 2022 roku.
Studiowała inżynierię górniczą. Po wielu namowach rodzice pozwolili jej wziąć rok wolnego od studiów, aby spróbować rozwinąć karierę muzyczną. Następnie podpisała kontrakt płytowy z Epic Records poprzez joint venture z Fax Records w Stanach Zjednoczonych w maju 2021 roku. Po swoim debiutanckim singlu wydała single „Overdue” w październiku tego samego roku i "To Last" w listopadzie 2022.

### 2023-obecnie
Pierwszy publiczny występ Tyli miał miejsce w 2023 roku podczas afterparty Dolce & Gabbana na Milan Fashion Week, po wydaniu jej singla „Been Thinking”, który zapewnił jej pierwsze miejsca na listach przebojów w jej karierze, na listach Billboard Mainstream R&B/Hip-Hop Airplay i Rhythmic Airplay. Heven Haile z Pitchfork opisał go jako „elegancki klubowy hymn, który nawiązuje do uwodzicielskich hitów pop-R&B z połowy lat 2000 Ciary i Rihanny”. Następnie dołączyła do Chrisa Browna jako wsparcie na jego trasie Under the Influence. W maju 2023 roku wydała singiel „Girl Next Door” z udziałem nigeryjskiej piosenkarki Ayry Starr. W lipcu 2023 wydała również piosenkę „Water” jako główny singiel z jej nadchodzącego debiutanckiego albumu studyjnego o tym samym tytule. Tyla została pierwszą i najmłodszą w historii południowoafrykańską solistką od 55 lat, która znalazła się na liście przebojów US Billboard Hot 100 z piosenką „Water”, po „Grazing in the Grass” Hugh Masekeli w 1968 roku.
Tyla zaśpiewała „Water” na żywo w The Bianca Show w Szwecji i The Tonight Show Starring Jimmy Fallon w Stanach Zjednoczonych. Teledysk do „Water” został wydany 6 października 2023. Następnie Tyla pojawiła się w remix piosenki „Girls Need Love” Summer Walker, wydanym jako część rozszerzonej wersji Girls Mix tej ostatniej w październiku 2023. W przededniu grudnia 2023 r. ogłosiła wydanie swojego debiutanckiego albumu studyjnego Tyla (2024), a jednocześnie wydała trzy piosenki: „Truth or Dare”, „On and On” i „Butterflies” jako promocyjne single z projektu w rozszerzonej wersji o tym samym tytule. Tyla wykonała medley „Water” i „Truth or Dare” w finale 24. sezonu programu The Voice 19 grudnia 2023. Podczas 66. dorocznej gali rozdania nagród Grammy w lutym 2024 r. Tyla została pierwszą osobą, która zdobyła inauguracyjną nagrodę Grammy w kategorii „Najlepsze afrykańskie wykonanie muzyczne” za utwór „Water”, stając się również najmłodszym afrykańskim artystą, który zdobył nagrodę Grammy.
Debiutancki album Tyli o tym samym tytule został oficjalnie wydany za pośrednictwem Fax i Epic Records 22 marca 2024. Singiel „Art” i towarzyszący mu teledysk zostały wydane razem z albumem. Tyla zyskała szerokie uznanie krytyków i znalazła się w pierwszej 25. albumach w Stanach Zjednoczonych, Wielkiej Brytanii, Holandii, Norwegii, Nowej Zelandii, i Szwajcarii. Tyla otrzymała najwięcej nominacji na 18 Metro FM Music Awards w Republice Południowej Afryki, zdobywając sześć nominacji. Zdobyła najwięcej nagród podczas gali BET Awards 2024, remisując z Usherem i Victorią Monét w Peacock Theater w Los Angeles w Kalifornii, gdzie po raz pierwszy zaśpiewała na żywo utwór „Jump”.

## Dyskografia

### Albumy studyjne
| Tytuł | Dane dot. albumu                                                                                    | Najwyższa pozycja na listach | Najwyższa pozycja na listach | Najwyższa pozycja na listach | Najwyższa pozycja na listach | Najwyższa pozycja na listach | Najwyższa pozycja na listach | Najwyższa pozycja na listach | Certyfikaty                                                          |
| Tytuł | Dane dot. albumu                                                                                    | USA                          | CAN                          | GER                          | NOR                          | NZL                          | SUI                          | UK                           | Certyfikaty                                                          |
| ----- | --------------------------------------------------------------------------------------------------- | ---------------------------- | ---------------------------- | ---------------------------- | ---------------------------- | ---------------------------- | ---------------------------- | ---------------------------- | -------------------------------------------------------------------- |
| Tyla  | - Data wydania: 22 marca 2024 - Wydawca: Fax, Epic - Format: CD, digital download, streaming, winyl | 24                           | 26                           | 86                           | 19                           | 16                           | 12                           | 19                           | - RiSA: złoto - BPI: srebro - MC: złoto - RIAA: złoto - RIANZ: złoto |

### Single
| "Getting Late" (featuring Kooldrink)       | 2019 | —  | —  | —  | —  | —  | —  | —  | | —                                                       |
| "Overdue" (featuring DJ Lag i Kooldrink)   | 2021 | —  | —  | —  | —  | —  | —  | —  | | Blood & Water: Season 2 (Music from the Netflix Series) |
| "Been Thinking"                            | 2023 | —  | —  | —  | —  | —  | —  | —  | | —                                                       |
| "Girl Next Door" (featuring Ayra Starr)    | 2023 | —  | —  | —  | —  | —  | —  | —  | | —                                                       |
| "Water"                                    | 2023 | 3  | 6  | 15 | 6  | 1  | 4  | 7  | - RiSA: 4× platyna - ARIA: 4× platyna - BPI: platyna - MC: 3× platyna - RIAA: 3× platyna - RIANZ: 3× platyna | Tyla                                                    |
| "Truth or Dare"                            | 2024 | 15 | —  | —  | —  | —  | —  | —  | - MC: złoto - RIAA: złoto - RIANZ: złoto                                                                     | Tyla                                                    |
| "Art"                                      | 2024 | 11 | —  | —  | —  | —  | 85 | —  | | Tyla                                                    |
| "Jump" (oraz Gunna i Skillibeng)           | 2024 | 18 | —  | 87 | 66 | —  | 38 | —  | - BPI: srebro - MC: złoto - RIANZ: złoto                                                                     | Tyla                                                    |
| "One Call" (oraz Spinall i Omah Lay)       | 2024 | —  | —  | —  | —  | —  | —  | —  | | —                                                       |
| "Push 2 Start"                             | 2024 | 3  | 44 | 70 | 60 | 20 | 23 | 88 | - BPI: srebro - MC: złoto - RIANZ: złoto                                                                     | Tyla +                                                  |
| "Bliss"                                    | 2025 | 34 | —  | —  | —  | —  | —  | —  | | —                                                       |
| "—" oznacza, że pozycja nie była notowana. |      |    |    |    |    |    |    |    | |                                                         |